# 요코하마 시영 지하철

요코하마 시영 지하철 로고

요코하마 시영 지하철(일본어: 横浜市営地下鉄 요코하마시에이치카테쓰[*])는 요코하마 시 교통국에서 운영하는 지하철이다.

## 노선

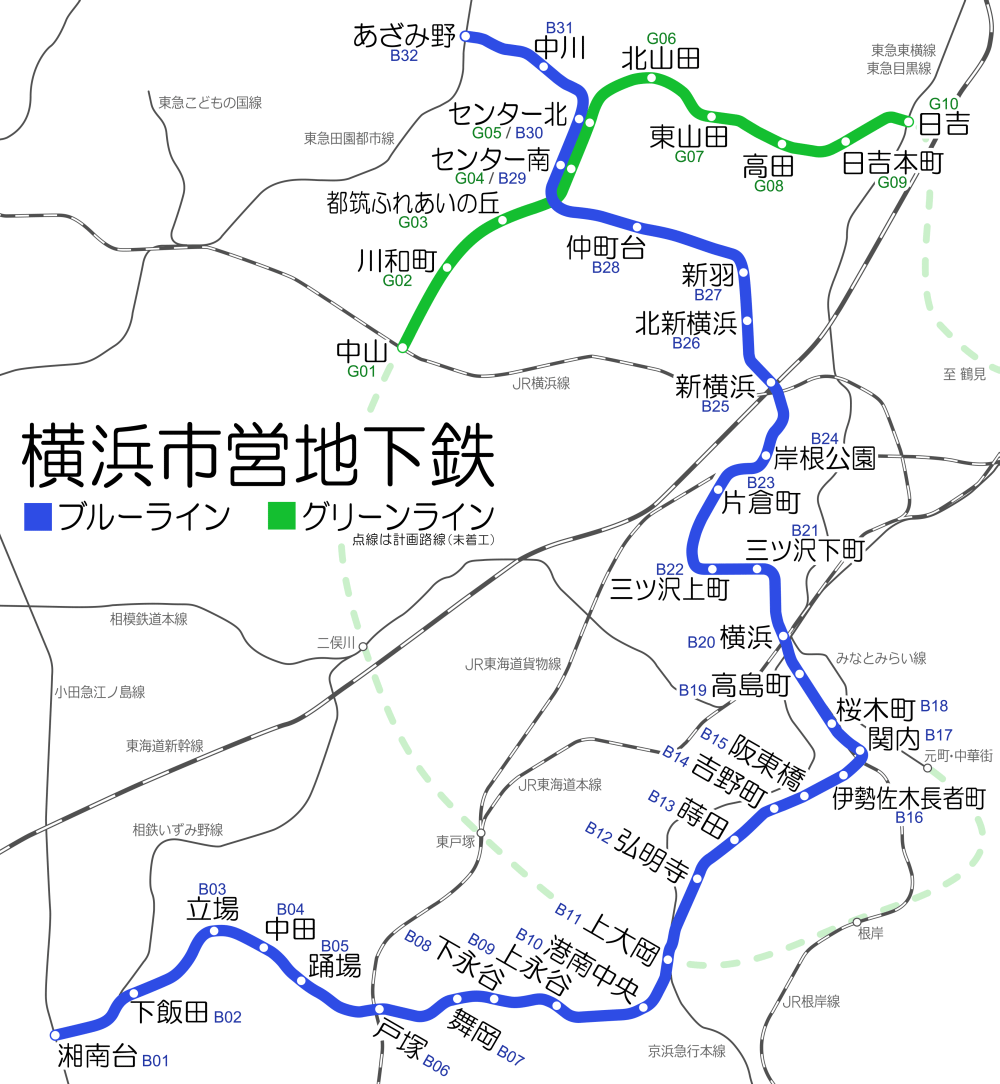
요코하마 시영 지하철의 노선도

| 노선 색상      | 노선 번호               | 노선 명칭 | 노선이 지나는 구간                                                                                   |
| -------------- | ----------------------- | --------- | --- |
| 영업 노선      |                         |           | |
|                | 1호선                   | 블루 라인 | 쇼난다이 역 - 간나이역                                                                               |
| 3호선          | 간나이 역 - 아자미노 역 | 블루 라인 | |
|                | 4호선                   | 그린 라인 | 나카야마 역 - 히요시 역                                                                              |
| 구상 중 노선   |                         |           | |
|                | 3호선                   | 블루 라인 | 아자미노 역 - 신유리가오카 역                                                                        |
|                | 4호선                   | 그린 라인 | 나카야마 역 - 후타마타가와 역 - 히가시토쓰카역 - 가미오오카 역 - 네기시 역 방면 히요시 역 - 쓰루미역 |
| 계획 폐지 노선 |                         |           | |
|                | 2호선                   |           | 가나가와신마치 역 - 뵤부가우라 역                                                                    |
|                | 3호선                   |           | 혼모쿠 역 - 간나이 역                                                                                |

## 운임
성인 운임 기준（어린이는 50% 할인, 5엔 단위로 반올림）- 2014년 6월 개정
- 교통 카드 사용시 최대 8엔 할인

| 거리      | 요금（엔） |
| --------- | ---------- |
| 처음 3 km | 210        |
| 4 - 7     | 240        |
| 8 - 11    | 270        |
| 12 - 15   | 300        |
| 16 - 19   | 330        |
| 20 - 23   | 360        |
| 24 - 27   | 390        |
| 28 - 31   | 430        |
| 32 - 35   | 460        |
| 36 - 39   | 490        |
| 40 - 43   | 520        |
| 44 - 45   | 550        |

방학 기간 등에는 어린이 운임이 전 구간 100엔으로 할인된다.
하루 무제한으로 사용할 수 있는 1일 승차권이 발매되고 있으며, 지하철 전용은 74 엔, 요코하마 시 교통국 버스(시에이 버스)까지 공통으로 사용할 수 있는 것은 830엔이다.
회수권은 금액 단위로 판매되며 동일한 운임 구간이라면 다른 장소에서도 사용할 수 있는 제도를 시행하고 있다.

## 같이 보기
- 일본의 철도사업자